# Marcus Mathisen
Marcus Klingenberg Mathisen (* 27. Februar 1996 in Albertslund) ist ein dänischer Fußballspieler. Der Innenverteidiger steht derzeit beim 1. FC Magdeburg unter Vertrag.

## Karriere
Im Sommer 2016 wechselte Mathisen zu Halmstads BK in Schweden. Im Winter 2019 wechselte er innerhalb Schwedens zu Falkenbergs FF. Im Winter 2021 wechselt er erneut innerhalb Schwedens zu IK Sirius. Im Sommer 2023 wechselt er nach Deutschland zu Wehen Wiesbaden. Im Sommer 2024 wechselte er zum 1. FC Magdeburg.

## Erfolge und Titel
FC Kopenhagen 
- Dänischer Meister: 2016
- Dänischer Pokalsieger: 2016